# Kapu adelaidica
Kapu adelaidica är en tvåvingeart som beskrevs av Macquart 1855. Kapu adelaidica ingår i släktet Kapu och familjen svävflugor. Inga underarter finns listade i Catalogue of Life.